# Mory Group
Mory Group était une société française spécialisée dans la logistique, la messagerie, l’express, le transport routier et maritime, leader français dans les services de transport de marchandises et de logistique. 
Ses actifs ont été repris par Moryglobal, entreprise elle-même placée en liquidation judiciaire le 31 mars 2015.

## Historique
Elle employait 6 700 collaborateurs, comptait 23 filiales à l’étranger, et gérait 12 millions d’envois par an en domestique, et 1 350 000 à l’international. Elle était présidée par Alain Bréau. Son siège social se trouvait à Pantin (Seine-Saint-Denis).

## Restructuration
L'entreprise est placée en redressement judiciaire le 27 juin 2011. Le 30 septembre 2011, le tribunal de commerce de Bobigny a rendu le verdict suivant , :
- Reprise de Mory Team, le no 2 de la messagerie en France et qui représente 75 % du chiffre d'affaires du groupe Mory, par le groupe Arcole Industries qui a également repris en 2010 l'activité messagerie de DHL (DHL Express France), devenue depuis Ducros Express. L'ensemble doit permettre de bâtir un leader de la messagerie en France avec un réseau de 85 agences. Butler Capital Partners, alors propriétaire de Sernam était également intéressé.
- Reprise du pôle logistique du groupe, Mory Logidis (25 millions d'euros de chiffre d'affaires), par ID Logistics. Cette acquisition doit permettre à l'entreprise, fondée en 2001 et qui a réalisé un chiffre d'affaires de 386,2 millions d'euros en 2010, de poursuivre son développement sur le territoire français.
- Reprise des autres activités de transport (dont Jura Transport) par le groupe Zamenhof, propriétaire du transporteur Jacky Perrenot, pour 4 millions d'euros.

## Nouvelle identité
Mory Ducros est issu de la fusion de Mory Team et de Ducros Express (anciennement DHL Express France) fin 2012. Il est le deuxième acteur du transport de messagerie en France.

### Dépôt de bilan
Le 22 novembre 2013, lors d'un comité d'entreprise extraordinaire, l'entreprise qui emploie 5 200 personnes (et fait travailler en outre en sous-traitance 2 000 personnes) a annoncé être en cessation de paiement (dépôt de bilan), et a demandé sa mise en redressement judiciaire auprès du tribunal de commerce de Pontoise,.

### Avenir incertain
Arcole Industries, l'actionnaire principal de Mory Ducros, est seul candidat a une reprise, prévoyant de maintenir 1 900 emplois. Début 2014, Arcole Industries améliore son offre et propose de maintenir 2 210 salariés sur les 5 000 actuels. Finalement, le 6 février 2014 le tribunal de commerce de Pontoise valide la reprise de Mory Ducros par Arcole Industries .  

#### Bras de fer direction-syndicats
Début février 2014, un collectif de quelques dizaines de personnes disant représenter les 2 210 salariés qui potentiellement conserveraient leur emploi, demande solennellement aux syndicats d'accepter l'offre d'Arcole.
Selon des documents échangés entre les directions régionales de Mory Ducros et divulgués par une source syndicale, il apparaît que ce « collectif » a été créé et est piloté par des cadres de la direction de Mory Ducros, afin de peser dans les négociations en cours. Dans ces documents internes figurent en effet :
- la marche à suivre pour sélectionner les représentants du collectif parmi les employés (des « cols blancs » de préférence),
- les éléments de langage à diffuser auprès des médias (« Nous en avons assez d'être pris en otage », etc.),
- l'organisation de la communication destinée aux médias régionaux et nationaux.

Le 4 février 2014, la CFDT, principal syndicat de l'entreprise, a annoncé qu'elle ne signerait par l'accord en l'état, du fait des clauses suspensives imposées par Arcole, et à cause du « choix des critères de licenciement ». Les critères retenus « entraînent une sélection quasi-nominative des salariés licenciés. On veut des critères plus objectifs », selon le patron de la fédération CFDT-Transport.
Il s'agit de la plus importante faillite intervenue en France depuis 2001 .

## Dernière faillite et liquidation
L'entreprise MoryGlobal, née de la reprise de Mory Ducros, ex-numéro un français de la messagerie, dépose son bilan le 6 février 2015 auprès du tribunal de commerce de Bobigny. Un an après le « plan social » qui avait entraîné le licenciement de plus de la moitié des 5 000 salariés, le transporteur de colis qui emploie 2 200 personnes est placé en redressement judiciaire le 10 février 2015 par le tribunal de commerce. La direction de MoryGlobal demande sa mise en liquidation judiciaire, qui est prononcée le 31 mars 2015 par le tribunal.
Le 20 avril 2015, le comité d'entreprise de MoryGlobal ainsi que les syndicats CFTC et FO déposent une plainte pour abus de biens sociaux à l'encontre de l'actionnaire Arcole Industrie et de ses dirigeants. La liquidation de l'entreprise est close le 30 avril suivant, entraînant le licenciement de 2 150 personnes.